# Polanica-Zdrój
Polanica-Zdrój é um município da Polônia, na voivodia da Baixa Silésia e no condado de Kłodzko. Estende-se por uma área de 17,22 km², com 6 354 habitantes, segundo os censos de 2018, com uma densidade de 368,99 hab/km².